# Partito Socialdemocratico di Lituania
Il Partito Socialdemocratico di Lituania (in lituano Lietuvos socialdemokratų partija, LSDP; lett. "Partito dei Socialdemocratici di Lituania"), è un partito politico lituano di orientamento socialdemocratico fondato nel 1896.
Dissoltosi nel 1945 in seguito all'avvento del comunismo, si è ricostituito nel 1989. Nel 2001 vi è confluito il Partito Democratico del Lavoro di Lituania (Lietuvos Demokratinė Darbo Partija - LDDP), erede del Partito Comunista della Lituania, di ispirazione socialista democratica.

## Storia
Alle elezioni parlamentari del 2000 socialdemocratici e Laburisti-Democratici decisero di presentare una lista unitaria. La lista unitaria raccolse il 31% dei voti ed elesse 51 deputati su 141. Nel 2001 i laburisti confluiranno definitivamente nel LSDP.
Alle elezioni parlamentari del 2004 LSDP diede vita ad una lista congiunta con i socioliberali di Nuova Unione: la lista ottenne il 20% dei voti. Nel 2001 LSDP e NS entrarono nel nuovo governo guidato da Algirdas Brazauskas, leader del LSDP (e già leader del LDDP).
Nel 2006, però, Nuova Unione e Partito Laburista uscirono dal governo e LDSP espresse il nuovo primo ministro, Gediminas Kirkilas, formando il governo con l'Unione dei Liberali e di Centro e l'Unione Popolare dei Contadini di Lituania. Il governo, però, poté reggere solo grazie all'astensione dei conservatori di Unione della Patria - Democratici Cristiani di Lituania.
Alle elezioni del 2008 i socialdemocratici calarono ulteriormente all'11,7% dei voti, posizionandosi al terzo posto dopo l'Unione della Patria ed il neonato Partito di Rinascita Nazionale (TPP). In termini di seggi, però, LSDP ne ottenne 26 (6 in più), contro i 16 di TPP, grazie ai 16 deputati eletti nella quota maggioritaria. Alle politiche del 2012 LSDP ottenne il 18,4% posizionandosi dietro al Partito del Lavoro, ma divenendo il primo partito in termini di seggi: 38. LSDP espresse così il nuovo presidente del consiglio, Algirdas Butkevičius, che venne sostenuto anche dai laburisti, da Ordine e Giustizia e dall'Azione Elettorale dei Polacchi in Lituania.

## Risultati elettorali
| Elezione          | Voti    | %     | Seggi    |
| ----------------- | ------- | ----- | -------- |
| Parlamentari 1992 | 112 410 | 6,05  | 8 / 141  |
| Parlamentari 1996 | 90 756  | 6,94  | 12 / 141 |
| Parlamentari 2000 | 457 294 | 31,08 | 20 / 141 |
| Europee 2004      | 174 124 | 14,43 | 2 / 13   |
| Parlamentari 2004 | 246 852 | 20,65 | 31 / 141 |
| Parlamentari 2008 | 144 890 | 11,72 | 25 / 141 |
| Europee 2009      | 102 347 | 18,12 | 3 / 12   |
| Parlamentari 2012 | 251 610 | 19,18 | 38 / 140 |
| Europee 2014      | 197 477 | 17,26 | 2 / 11   |
| Parlamentari 2016 | 183 597 | 15,04 | 17 / 141 |
| Europee 2019      | 199 871 | 15,90 | 2 / 11   |
| Parlamentari 2020 | 108 649 | 9,58  | 13 / 141 |
| Parlamentari 2024 | 240 503 | 19,70 | 52 / 141 |
| 1. 2.             |         |       |          |